# Пуща-Водицкое кладбище
Пу́ща-Води́цкое кладби́ще находится в Оболонском районе города Киева. Возникло как сельское кладбище для захоронения усопших жителей Пущи-Водицы. Закрыто для новых захоронений в 1988 году.
Площадь 2,2 га, количество похороненных 3 100 . Адрес: улица Селянская, 14.

## Похоронены
- Егоров, Вениамин Николаевич (1923—1943) — Герой Советского Союза.
- Мысниченко, Виктор Иванович (1918—2007) — Герой Советского Союза, лётчик.